# Homogalax
Homogalax és un gènere extint de mamífers perissodàctils del grup dels tapiromorfs que visqueren a Àsia i Nord-amèrica durant l'Eocè inferior, fa entre 50,3 i 55,8 milions d'anys. Se n'han trobat restes fòssils als Estats Units, el Kazakhstan, Mongòlia i la Xina. Segurament eren parents propers dels tapiroïdeus i donaren peu als helalètids i els isectolòfids. La seva posició basal en l'arbre evolutiu dels perissodàctils fa que físicament no sigui gaire diferent dels primers equoïdeus i rinocerotoïdeus. Eren animals petits i mancaven de la probòscide característica dels tapirs. El nom genèric Homogalax significa ‘germà de llet’.